# Desastres em 1978
Nesta página encontrará referências aos desastres ocorridos durante o ano de 1978.

## Abril
- 20 de abril - O Voo Korean Air Lines 902 foi interceptado por jactos soviéticos perto de Murmansk (capital de Oblast de Murmansk - Rússia), tendo feito uma aterragem de emergência num lago congelado. Faleceram dois passageiros mas sobreviveram 107 passageiros e tripulantes.[1]

## Julho
11 de Julho- Um camião cisterna carregado com propileno explode em San Carlos de La Rápita, província de Castellon, Espanha matando 215 pessoas num parque de campismo.